# كلارك بليسي
كلارك بليسي (بالإنجليزية: Clark Blaise)‏ هو كاتب أمريكي، ولد في 10 أبريل 1940 في فارغو في الولايات المتحدة.